# Кастильо, Ливин
Ливин Кастильо Родригес (исп. Livin Castillo Rodriguez; род. 28 февраля 1976) — профессиональный эквадорский боксёр. Оспаривал титул WBA Inter-Continental у Жана-Марка Мормека.